# Fournet-Blancheroche
Fournet-Blancheroche és un municipi francès situat al departament del Doubs i a la regió de Borgonya - Franc Comtat. L'any 2007 tenia 329 habitants.

## Demografia

### Població
El 2007 la població de fet de Fournet-Blancheroche era de 329 persones. Hi havia 140 famílies de les quals 46 eren unipersonals (27 homes vivint sols i 19 dones vivint soles), 43 parelles sense fills i 51 parelles amb fills.
La població ha evolucionat segons el següent gràfic:
Habitants censats

### Habitatges
El 2007 hi havia 169 habitatges, 141 eren l'habitatge principal de la família, 26 eren segones residències i 2 estaven desocupats. 118 eren cases i 50 eren apartaments. Dels 141 habitatges principals, 91 estaven ocupats pels seus propietaris, 47 estaven llogats i ocupats pels llogaters i 4 estaven cedits a títol gratuït; 8 tenien dues cambres, 23 en tenien tres, 37 en tenien quatre i 73 en tenien cinc o més. 128 habitatges disposaven pel capbaix d'una plaça de pàrquing. A 63 habitatges hi havia un automòbil i a 72 n'hi havia dos o més.

### Piràmide de població
La piràmide de població per edats i sexe el 2009 era:
| Homes | Edats   | Dones |
| ----- | ------- | ----- |
| 0     | 95 o +  | 0     |
| 4     | 90 a 94 | 0     |
| 4     | 85 a 89 | 0     |
| 0     | 80 a 84 | 0     |
| 4     | 75 a 79 | 0     |
| 0     | 70 a 74 | 4     |
| 12    | 65 a 69 | 4     |
| 0     | 60 a 64 | 4     |
| 12    | 55 a 59 | 12    |
| 8     | 50 a 54 | 12    |
| 4     | 45 a 49 | 0     |
| 4     | 40 a 44 | 8     |
| 4     | 35 a 39 | 12    |
| 16    | 30 a 34 | 16    |
| 20    | 25 a 29 | 16    |
| 4     | 20 a 24 | 0     |
| 0     | 15 a 19 | 4     |
| 8     | 10 a 14 | 8     |
| 8     | 5 a 9   | 8     |
| 8     | 0 a 4   | 4     |

## Economia
El 2007 la població en edat de treballar era de 221 persones, 185 eren actives i 36 eren inactives. De les 185 persones actives 179 estaven ocupades (95 homes i 84 dones) i 6 estaven aturades (4 homes i 2 dones). De les 36 persones inactives 12 estaven jubilades, 14 estaven estudiant i 10 estaven classificades com a «altres inactius».

### Ingressos
El 2009 a Fournet-Blancheroche hi havia 135 unitats fiscals que integraven 338 persones, la mediana anual d'ingressos fiscals per persona era de 21.371 €.

### Activitats econòmiques
Dels 7 establiments que hi havia el 2007, 1 era d'una empresa de construcció, 3 d'empreses d'hostatgeria i restauració, 1 d'una empresa immobiliària i 2 d'empreses de serveis.
L'únic servei als particulars que hi havia el 2009 era un electricista.
L'any 2000 a Fournet-Blancheroche hi havia 14 explotacions agrícoles.

## Equipaments sanitaris i escolars
El 2009 hi havia una escola maternal.

## Poblacions més properes
El següent diagrama mostra les poblacions més properes.